# Banisteriopsis harleyi
Banisteriopsis harleyi är en tvåhjärtbladig växtart som beskrevs av B. Gates. Banisteriopsis harleyi ingår i släktet Banisteriopsis och familjen Malpighiaceae. Inga underarter finns listade i Catalogue of Life.